# Solanum nummularium
Solanum nummularium är en potatisväxtart som beskrevs av Spencer Le Marchant Moore. Solanum nummularium ingår i släktet skattor som ingår i familjen potatisväxter. Inga underarter finns listade i Catalogue of Life.